# 粉红佳人
艾蕾莎·贝丝·摩儿（英語：Alecia Beth Moore，1979年9月8日—），藝名為紅粉佳人（英語：P!nk），是一名美國歌手、詞曲作家及演員，截至2024年已在全球售出1億張唱片，並且為澳洲史上最高銷量女歌手，美國、德國、英國、加拿大等歐美多國其中一位最高銷量女歌手。。Pink的第一首單曲《你走了》以及节奏蓝调曲风的專輯《不要帶我回家》在2000年推出后，获得了不錯的销售记录并使粉红佳人一举成名。
在2008年，Pink在10月末推出個人第五張專輯《搖滾遊樂園》，并把單曲“那又怎樣”打入公告牌百强单曲榜。

## 生涯
Pink生長于費城郊外一個名為Doylestown的小鎮。本名Alecia Moore（艾蕾莎·摩兒）的她，從小就在擅長吉他的保險業務員父親教導下，學會許多巴布·狄倫和唐·麥克林的歌曲，而她母親則是個喜歡把自己打扮的跟個歌手似的新潮老媽。
她的父親James Moore（詹姆士·摩兒）有愛爾蘭血統、德國血統和英格蘭血統，是天主教信徒。她的母親Judith Moore（茱蒂·摩兒）是猶太人，另有一兄Jason Moore（傑森·摩兒）。
早在小學一年級時，Pink就知道自己以後想當歌手，而事實上，她在學校裡除了體育成績最為突出之外，音樂儼然佔據了她課餘的所有時間。13歲時她認識了堪稱是良師益友的費城舞池高手Skratch，並開始為他的Rap組合Schools Of Thought擔任和聲。在這個短暫的工作之後，她繼續在費城目前已關閉的舞廳Club Fever中磨練音樂技巧，那兒的DJ准許她在每週五晚上出場表演5分鐘。在一次演出之後，有個MCA唱片公司的代表主動表示，希望Pink能夠加入一個名為Basic Instinct的演唱組合。於是Pink與另外兩個女孩便草草成軍，但據說沒多久她就被踢了出來，“她們討厭我”Pink坦誠地表示，“不過我不在乎，我根本不覺得自己屬於任何一個團體。”
僅管演唱之路出師不利，但不信邪的Pink又加入了另一個更有前景的節奏藍調三人女子組合Choice。在沒有經紀公司撐腰的情況下，她們寄了許多試聽帶給各大唱片公司，而五大唱片公司也對她們表示了高度的興趣。最後Choice選擇與LaFace唱片簽約，主要是因為她們希望能與金牌製作人Babyface合作。緊接著，LaFace安排三人到亞特蘭大總部受訓（這時Pink剛好被退學），她們在一間木屋裡頭接受體力與聲音上的密集訓練。1997年12月，蓄勢待發的Choice在LaFace的年終耶誕派對上，特別為公司老闆L.A. Reid進行了一場演出。
Reid對於Choice的演出沒有太大興趣，但對Pink倒是印象頗深，於是便力邀她在該廠牌旗下做個人發展。于此同時，Pink也發現了自己的創作能力，並且繼續磨練自己力道十足的女高音。她先是為戴瑞西蒙的作品《Just To Be Loving You》譜寫了副歌，接著又受Reid之邀一起與She'kspeare、112甚至Babyface等人共同創作。在短短幾個月之間，Pink不但完成了處女作中超過半數的歌曲，還與EMI簽下了值錢的創作合約。
在Reid與Babyface的監製下，Pink的首張個人專輯《Can't Take Me Home》在2000年4月正式推出。但早在這張專輯上市之前，首支單曲《There You Go》就已經進佔告示牌排行前10名並熱賣了50萬張之多。雖然來自媒體的評價不一，但是年輕樂迷們卻表現出熱烈的支持，在六月號的青少年版《Teen People(人物)》雜誌中，Pink便被點名為“25歲以下最熱門的25位明星”之一。到了9月份，《Can't Take Me Home》已經成為白金唱片。

## 個人生活
Pink在2001年的世界極限運動會認識了職業摩托車手凱瑞·哈特。2003年他們曾經短暫分開。2005年，在馬麥斯湖的一場慈善摩托車賽事，Pink用工作人員寫給車手的提示板向哈特求婚。她在提示板上寫「和我結婚好嗎？認真的！」。他們在2006年2月7日於哥斯大黎加結婚。
2008年二月，Pink宣布她和哈特已經分手。在2010年2月，Pink透露已和哈特復合，並且在11月時在艾倫·狄珍妮秀宣布懷孕。2011年6月2日誕下他們的女兒，2016年12月26日再誕下兒子。
2020年4月4日，Pink表示自己和儿子一起确诊感染新型冠状病毒肺炎，但经过在家隔离后已康复。

## 音樂作品

### 錄音室專輯
- 2000：別帶我回家（Can't Take Me Home）
- 2001：誤會大了（Missundaztood）
- 2003：給我試試看（Try This）
- 2006：女力無敵（I'm Not Dead）
- 2008：搖滾馬戲團（Funhouse（英语：Funhouse (Pink album)））
- 2012：有愛有真相（The Truth About Love）
- 2017：美麗傷痕（Beautiful Trauma）
- 2019：人生好難（Hurts 2B Human）

### 精選
- 2010：粉紅派對：極酷精選（Greatest Hits... So Far!!!）

### 專輯與單曲
|     | 年份 | 專輯                                    | 單曲 |
| --- | ---- | --------------------------------------- | --- |
| 1st | 2000 | 别带我回家 Can't Take Me Home           | There You Go Most Girls You Make Me Sick                                                                  |
| 2nd | 2002 | 误会真的大了 M!ssundaztood              | Get The Party Started Don't Let Me Get Me Just like a Pill Family Portrait                                |
| 3rd | 2003 | Try This                                | Feel Good Time Trouble God Is a DJ Last to Know                                                           |
| 4th | 2006 | 我心未死 I'm Not Dead                   | Stupid Girls Who Knew U + Ur Hand Nobody Knows Dear Mr. President Leave Me Alone (I'm Lonely) Cuz I Can   |
| 5th | 2008 | 摇滚游乐园 Funhouse                     | So What Sober Please Don't Leave Me Funhouse I Don't Believe You Glitter In The Air                       |
| 6th | 2010 | 粉紅派對極酷精選 Greatest Hits...So Far | Raise Your Glass Fuckin' Perfect                                                                          |
| 7th | 2012 | 有愛有真相 The Truth About Love         | Blow Me (One Last Kiss) Try Just Give Me A Reason (featuring Nate Ruess) True Love (featuring Lily Allen) |